# Skaliște, Kărdjali
Skaliște (în bulgară Скалище) este un sat în comuna Kărdjali, regiunea Kărdjali,  Bulgaria. 

## Demografie
Componența etnică a satului Skaliște
     Turci (95,86%)
     Nicio identificare (4,13%)
     Altele (0%)
La recensământul din 2011, populația satului Skaliște era de 266 locuitori. Din punct de vedere etnic, majoritatea locuitorilor (95,86%) erau turci. Pentru 4,13% din locuitori nu este cunoscută apartenența etnică.